# Aggtelecký kras
Aggtelecký kras (maďarsky Aggteleki-karszt) je krasové území na severu Maďarska, součást Gemersko-Turnianského krasu. Region je známý především pro četný výskyt jeskyní. Některé z těchto jeskyň byly v roce 1995 společně s jeskyněmi Slovenského krasu zapsány na seznam světového přírodního dědictví UNESCO pod společným názvem Jeskyně Aggteleckého krasu a Slovenského krasu. Mezi nejznámější jeskyně patří Baradla-Domica. V části krasu byl vyhlášen maďarský národní park Aggtelek.
Vápence, které dnes tvoří celou krasovou oblast, vznikl před přibližně 245 miliony roky v období středního triasu. Z tektonického hlediska jsou součástí silicika.